# Где моя корова?
«Где моя корова?» (англ. Where's My Cow?) — детская книга английского писателя Терри Пратчетта с иллюстрациями Мелвина Гранта. Книга основана на вымышленной детской книжке, которую Сэмюэль Ваймс читает своему сыну в романе «Шмяк!». Книга вышла в 2005 году одновременно с романом, на русский не переводилась.

## Описание книги
На обложке красуется значок «У-ук! Награда библиотекарей Анк-Морпорка — лучшая детская книга!». Значок напоминает медаль «Карнеги» (англ. Carnegie Medal in Literature), которую в 2001 году получила другая книга Пратчетта, «Изумительный Морис и его учёные грызуны». Внутри книги иллюстрации известных персонажей мало похожи на иллюстрации Пола Кидби.
Книга сделана наподобие детских иллюстрированных книг альбомного формата. В ней рассказывается о том, как Ваймс читает вслух своему маленькому сыну книгу «Где моя корова?» и поочередно называет разных животных, а сын старается подражать звукам, которые они обычно издают. В конце концов, Ваймс решает, что лучше учить ребенка реальной жизни и называет других персонажей Плоского мира, с которыми можно столкнуться в Анк-Морпорке, ведь животных сын увидит разве что в тарелке. На одной из страниц книги можно разглядеть портрет самого Терри Пратчетта.
О книге также упоминается в книге «Господин Зима»: её пытается читать один из Нак Мак Фиглов, Роб Всякограб.